# Clarinette contralto
La clarinette contralto est souvent utilisée en ensemble de clarinettes et en orchestre d'anches simples.
Elle peut être présente dans un orchestre d'harmonie. 
Son répertoire est très limité en orchestre symphonique. 
Son son est ample et chaleureux. 
Dans les ensembles, elle est généralement associée avec les autres bois graves (basson, clarinette basse, clarinette contrebasse...) à l'unisson ou à l'octave inférieure.
Le terme "clarinette contre alto" est également usité.
- En anglais: contra alto clarinet, great bass clarinet.
- En allemand: Kontra-Alt-Klarinette.
- En néerlandais: contra Altklarinet.
- En italien: clarinetto  contrabbasso mi♭

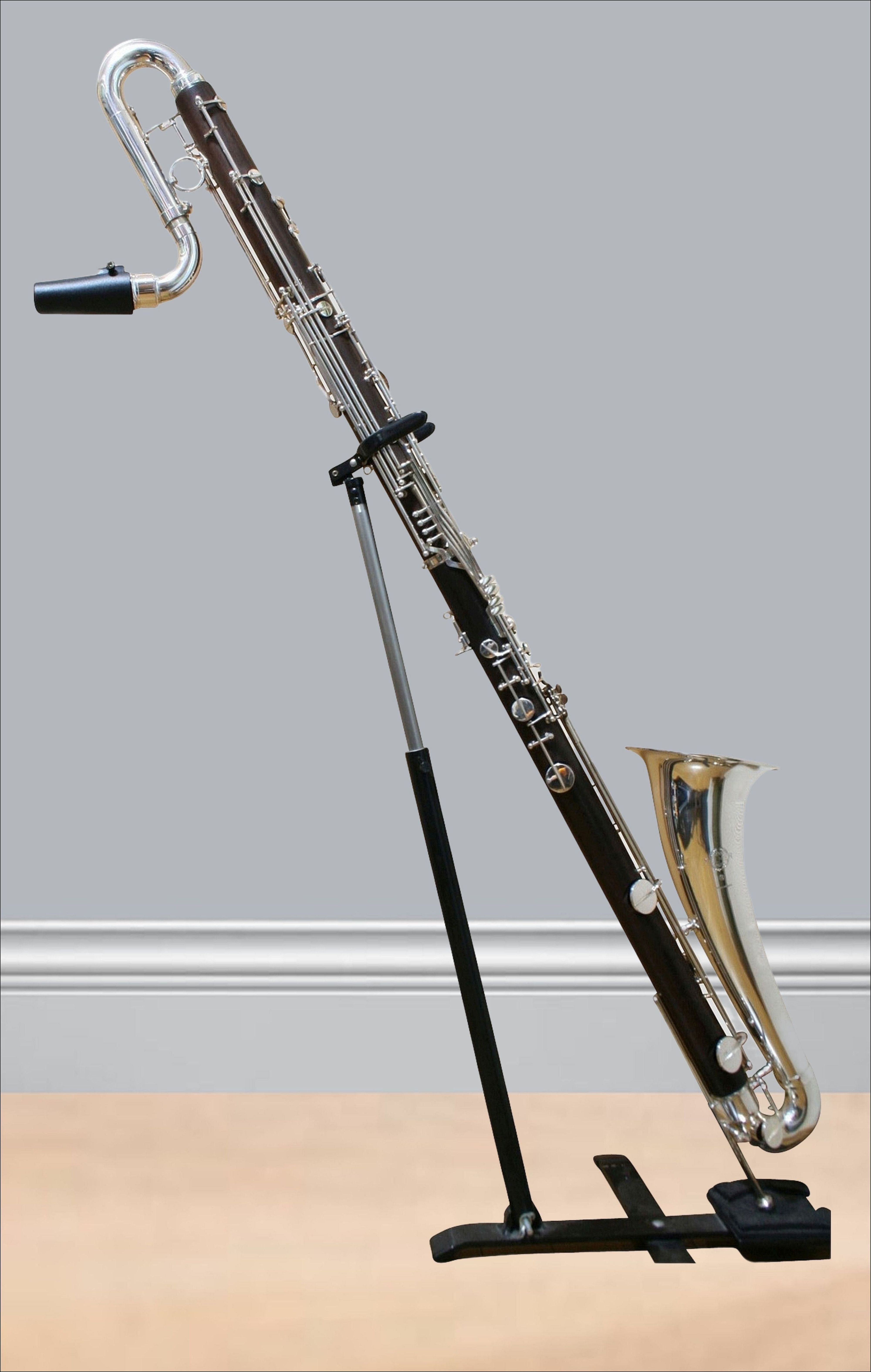
Clarinette contralto Selmer Paris en palissandre de Rio - La taille du pavillon de ce modèle est imposante.

## Histoire
La clarinette contralto a été conçue lors de la frénésie d'inventions et d'améliorations liées à  l'histoire de la clarinette au cours du XIXe siècle.
Adolphe Sax dépose un brevet pour une clarinette contrebasse en mi♭ en 1851 dans le but de remplacer la contrebasse à cordes de l'orchestre symphonique dans les orchestres d'harmonie en descendant jusqu'au sol comme elle. La tonalité de cet instrument l'identifie de nos jours comme une clarinette contralto. 
Vers 1880, le facteur italien Alessandro Maldura fabrique une clarinette contralto en mi  en bois de grenadille, 14 clés, de longueur 1,93 m, qu'il appelle Clarone grande, exposée à l'exposition nationale italienne de 1881 à Milan. 

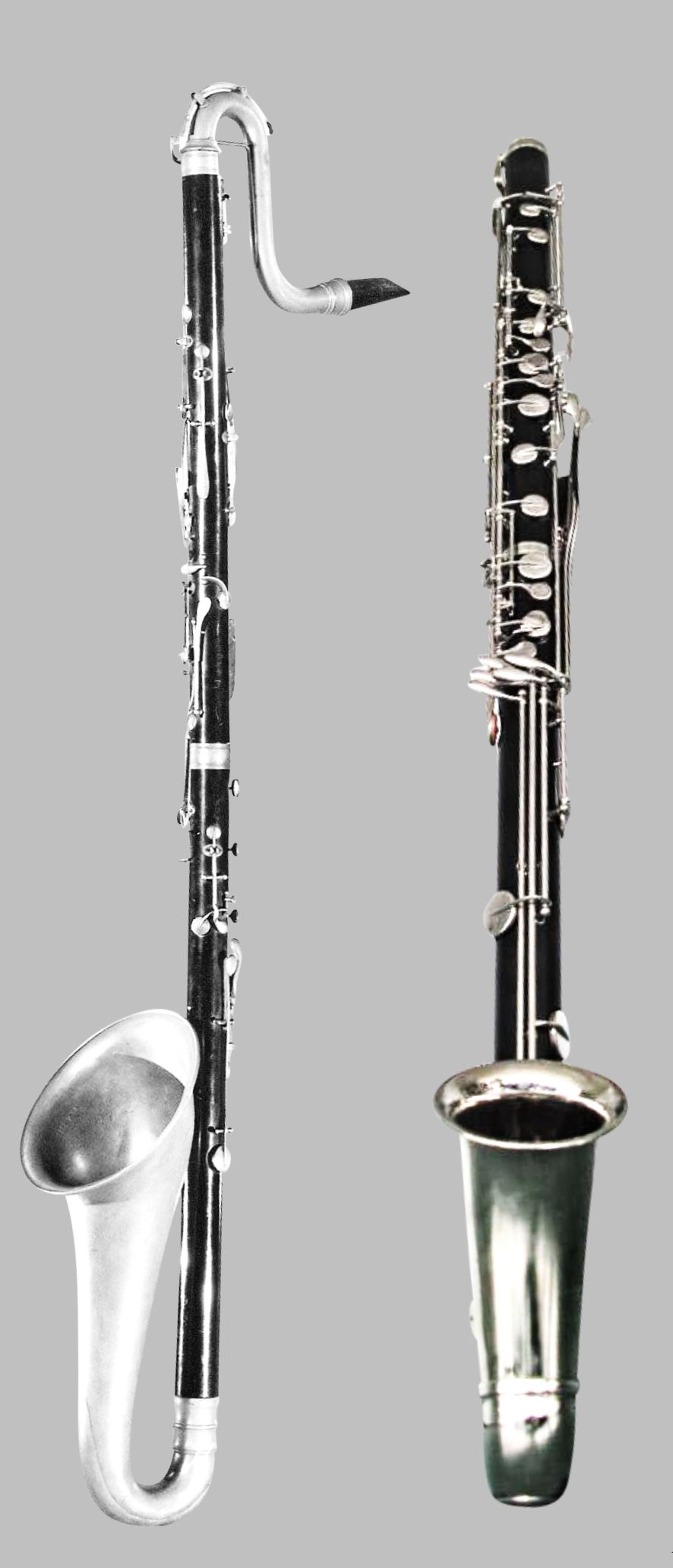
Clarinette contralto de Maldura, ca. 1880, dite Clarone grande de côté et un instrument plus jeune vue de face

Vers 1890, le facteur belge Eugène Albert, ou son fils E.J. Albert, développe une clarinette contralto en fa, une octave en dessous du cor de basset. 

De 1964 à 1983, le facteur Georges Leblanc réalise des modèles (modèles 330, 335 et 350) de clarinette contralto en mi♭ en métal en forme de trombone (dite  paperclip) descendant au ré (puis à l' Ut) grave et disposant d'une clé de registre double automatique étendant le registre suraigu à 5 octaves et demi. Ces modèles disposent également de trois clés de trilles à la main droite. Cette forme en trombone facilite le transport de l'instrument par rapport au modèle traditionnel de forme droite non démontable qui constitue un frein à sa diffusion.
Les autres facteurs de clarinettes contraltos ont essentiellement développés des modèles droits (rectilignes). On citera notamment:
- Henri Selmer Paris: 
  - modèle série 9 (1960?)
  - modèle 26 en palissandre de Rio descendant au mi♭ grave, 18 clés, 7 plateaux, diamètre perce: 24,3 mm
  - modèle 40 : 18 clés, 7 plateaux
- Buffet Crampon: 
  - modèle métal breveté en France en 1891 par Evette et Schaeffer (brevet FR218373/5)[9]
  - modèle Prestige 1553 en bois de grenadille (Dalbergia melanoxylon) descendant au mi♭ grave, 19 clés

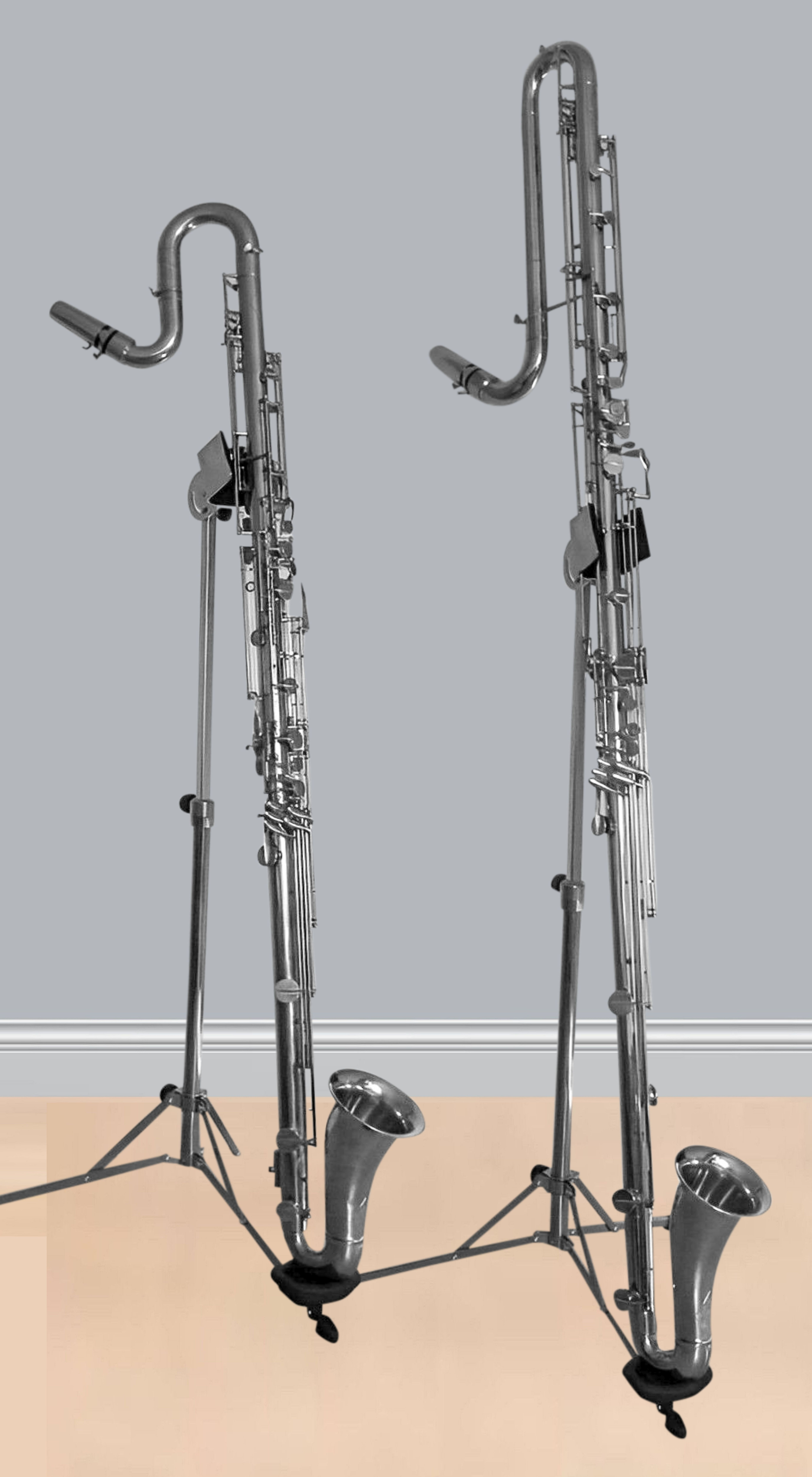
Une clarinette contralto 352 Leblanc (à gauche) comparé à une clarinette contrebasse 342 Leblanc (à droite).

- Georges Leblanc Paris: modèle 352 (de 1964 à 1983[10]) en métal descendant à l' ut grave[11]

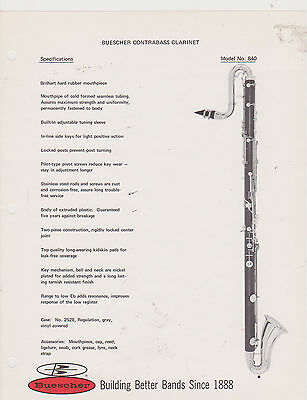
Publicité clarinette contralto Buescher (ca 1968)

- Selmer USA (à partir de 1980) / Bundy (de 1970 à 1980)/ Buescher (vers 1968-1969) : modèle 1440 en ébonite descendant au mi♭ grave, diamètre perce: 0,987" (25,07 mm). 18 clés, 7 plateaux. Ce modèle d'étude a été très populaire aux États-Unis et a été utilisé également par des professionnels. Il a changé de marques à trois reprises.
- Leblanc USA / Vito: modèle L7181 en matériau Reso-Tone descendant au mi♭ grave, diamètre perce: 1,182" (30,02 mm)
- Linton: modèle américain en métal[12]
- Ripamonti, facteur italien: modèle 322 en palissandre descendant au ré grave
- Martin Frères Company[13]:
  - modèle EE-3488 en ABS
  - modèle EE-3434 en Ebonite

Les clarinettes contralto contemporaines sont basées essentiellement sur le système Boehm, Foag Klarinettenbau fabrique deux modèles basés sur le système allemand (système Oehler).

## Description et technique
La technique de la clarinette contralto est quasiment similaire à celle de la clarinette alto en mi♭, à cela près que son étendue se situe une octave en dessous. La plupart des clarinettes contralto disposent généralement d'une clé de mi♭ grave  et certaines descendent, par ajout de clés, jusqu'à l' ut grave en sollicitant le pouce de la main droite et les auriculaires. Les clarinettes contralto à l' ut grave disposent du registre de l'extrême grave.
Pour le registre suraigu (au-delà du do4 aigu), contrairement à la clarinette basse, le musicien ne dispose pas d'un demi-trou percé dans le plateau de l'index de la main gauche (mi) à cause de l'écart important de la tringlerie nécessaire entre les trous percés sur le corps de la clarinette; en conséquence, les doigtés dans les registres suraigu et au-delà de la clarinette contralto sont à adapter en fonction des modèles des fabricants,. 
Certains modèles d'étude ont un ambitus limité dans l'aigu (au do4 aigu écrit typiquement). 
Les clarinettes contralto modernes disposent d'une double (voire triple[réf. nécessaire]) clé de registre automatique. 
La clarinette contralto dispose d'un bocal en métal en 2 parties coulissantes qui permet d'accorder l'instrument. La partie basse du bocal se démonte.
La clarinette contralto dispose d'un pavillon recourbé, en métal principalement, nécessaire à la projection du son. Il est généralement placé dans la partie basse de l'instrument et démontable pour faciliter le transport. Pour les modèles de clarinettes recourbées (paperclip), le pavillon est situé dans la partie haute de l'instrument et faciliterait la prise de son radiophonique selon son concepteur. La taille du pavillon varie selon le constructeur. 
L'instrument peut être joué assis (typiquement en orchestre, ensemble de clarinettes...) ou debout à l'aide soit d'une pique ou soit d'un harnais simple ou double (typiquement en jazz).
Pour l'orchestration, le jeu de la clarinette contralto est aussi véloce que celui de la clarinette basse. Au contraire des autres instruments à vent graves (contrebasson, tuba...), elle peut jouer une grande palette de nuances du fff au ppp et d'articulations (legato, staccato, slap... ). En musique contemporaine, les compositeurs ont recours à sa capacité à produire des sons polyphoniques.

## Perce
La perce des clarinettes contraltos va de 24,3 millimètres à 30 millimètres (1,182 pouce).
Les clarinettes contralto avec une petite perce disposent d'une sonorité se rapprochant de la clarinette basse tandis que celle avec une grosse perce ont une sonorité se rapprochant de celle de la clarinette contrebasse.

## Bec
Le diamètre du tenon pour le montage du bec d'une clarinette contralto varie d'un constructeur à l'autre. Certaines clarinettes contralto  partagent leur bec avec celui de la clarinette contrebasse.

Les diamètres des tenons des clarinettes se répartissent en 2 familles:
- clarinette contralto mi avec un diamètre de tenon de 32 mm environ (cas d'une clarinette contralto Selmer USA avec un bec Selmer C*). Elle peut se jouer avec une anche de saxophone baryton[note 1],[note 2],
- clarinette contralto mi avec un diamètre de tenon de 35 mm environ (cas d'une clarinette contralto Leblanc en métal) compatible avec le diamètre du tenon d'une clarinette contrebasse si. Dans ce cas, l'instrument se joue avec une anche de clarinette contrebasse (ou de saxophone basse).

## Longueur
La longueur du tuyau (sans compter le pavillon) va d'environ 19 décimètres pour une clarinette descendant au mi bémol grave à environ 23 décimètres pour une clarinette descendant à l' ut grave. 

## Tonalité
La clarinette contralto est en mi bémol. Elle joue une octave en-dessous de la clarinette alto; une quinte en-dessous de la clarinette basse, une quarte au-dessus de la clarinette contrebasse, une octave au-dessus de la clarinette octo-contralto.
La tessiture écrite pour la clarinette contralto en mi♭ est do2 - sol5 (voire mi6 ou +), et sonne en réel mi♭−1 - si♭3 (voire sol4 ou +) (en notation latine). La fréquence d'un mi♭−1 correspond à 39,7 Hz avec un diapason la3 à 442 Hz.

## Répertoire
Encore d'usage confidentiel, la clarinette contralto est néanmoins présente dans tous les styles de musique, de la musique classique au Jazz en passant par la musique contemporaine et le  rock expérimental.
La clarinette contralto a souvent été utilisée de la même manière que les clarinettes basse et contrebasse dans les musiques de film et de dessins animés au milieu du vingtième siècle. Le son de la clarinette contralto est réputé passer très bien à travers les haut-parleurs des petits téléviseurs des années 1960 et cet instrument était très populaire à Hollywood : premiers épisodes de la série The Twilight Zone, Star Trek...
Des émissions de Podcast ont été consacrées aux clarinettes contrebasse et contralto, par Band Nerd Cast. Il y est question du répertoire de ces deux instruments.
Compte-tenu de son répertoire écrit limité dans les orchestres et les ensembles, en l'absence de matériel, les partitions pour clarinette contralto peuvent être transposées à l'unisson ou à l'octave inférieure en clé de sol ou en clé de fa 4e à partir de celles écrites pour la clarinette alto ou la clarinette basse afin de donner une assise aux bois (effet pédale de l'orgue). 
Les partitions pour saxophone baryton en mi♭ peuvent également être réutilisées dans les orchestres d'harmonie.
Pour la transposition à vue de partitions écrites en clé de fa 4e destinées aux instruments en ut (comme la contrebasse à cordes, la guitare basse, le basson ou le tuba), l'instrumentiste peut directement les lire en clé de sol, en corrigeant l'armure et toute altération accidentelle rencontrée en ajoutant trois dièses.
Chez les éditeurs, une partie du répertoire de la clarinette contralto est partagée avec celui de la clarinette contrebasse.

### Musique classique
- Arnold Schönberg, Serenade op. 24 (1920-1923) pour baryton et septuor. Cette œuvre a été écrite initialement pour une clarinette contrebasse en la dont l'existence n'est pas connue. Elle est également interprétée avec une clarinette basse ou clarinette contrebasse en si bémol plus diffusée chez les clarinettistes.
- Alfred Reed (en), Scherzo Fantastique avec piano.
- Siennicki, Nocturne avec piano.
- Bret Newton, Three Songs for Contra-Alto Clarinet and Piano.
- Samuel Adler, The Shadow Boxer: A study for each of the four wood-winds,(1963). Note du compositeur: "The Clarinet in B♭ may be combined with a Bass-Cl. or an E♭ Cl. or both.".

### Ensemble de clarinette
- Dick Hyman, Sextet for Clarinets.

### Orchestre d'harmonie
- Lucien Cailliet est connu pour ses arrangements pour orchestre d'harmonie et ensemble de clarinettes associant sur 6 octaves diverses clarinettes de la petite clarinette à la clarinette contralto[26].

- James Barnes, Fantasy Variations on a Theme by Paganini , (1988)[27].

La clarinette contralto est utilisée régulièrement dans les orchestres d'harmonie professionnels (Musique de la Garde républicaine, Les Guides Belges…).
Les américains ont pris conscience au cours du XXe siècle de l'importance de l'instrumentation pour donner une place aux instruments comme la clarinette contralto dans l'orchestre à vent (appelé Military band (en) ou Concert band en anglais).

### Arrangement
Il existe des arrangements pour cet instrument créés à partir du répertoire destiné à d'autres instruments à vent graves (tuba, basson...). 
- Andrea Catozzi, Beelzebub (Air varié pour tuba solo)

## Clarinettiste contralto et enregistrement
Les enregistrements de clarinette contralto en solo ou en musique de chambre sont extrêmement rares. Un disque compact de duos de clarinettes contralto et contrebasse a été enregistré en 2018.
- Brandon Evans, Solo Contra Alto Clarinet (Live in Brussels, 1999) (CD, 2001, label Parallactic Recordings).
- Alberto Pinton, Mirror for Contra-Alto Clarinet dans l'album The Visible,  (CD, 2005, Moserobie, MMP, CD022)[31].
- Teppo Salakaa, Fragmented Visions (CD, 2018)[32].
- Jason Alder and Piotr Michalowski, Contradictions: Duets for Contrabass and Contra-Alto Clarinets (CD, 2019, label Creative Sources Recordings, CS602).
- Denis Colin, Quiet men (CD, 2019, label Faubourg du Monde) [33].
- Brian Landrus.
- Richard F. Dixon.
- John Linnell, avec son groupe They Might Be Giants, Nanobots (CD, 2013, label Lojinx).
- Damien Sabatier, avec son groupe Impérial Quartet, GRAND CARNAVAL (CD, 2016, label Inouïe Distribution).